# 1987 Versions
1987 Versions è un EP del gruppo musicale britannico Whitesnake, pubblicato nel 1987 dalla CBS/Sony in concomitanza con l'uscita dell'album Whitesnake.
L'EP presenta remix di vecchi classici del gruppo, con l'aggiunta dei brani Looking for Love e You're Gonna Break My Heart Again, che erano le due tracce extra presenti solo nella versione europea di Whitesnake e mai pubblicate negli Stati Uniti fino all'uscita del Whitesnake's Greatest Hits nel 1994.
La versione di Here I Go Again inclusa è quella "radio-mix" pubblicata come singolo, mentre le tracce Standing in the Shadow e Need Your Love So Bad sono remix originariamente distribuiti come lati B. Nonostante vengano accreditati in tutti i brani, John Sykes e Aynsley Dunbar non hanno suonato nella versione di Here I Go Again presente nell'EP, che vede invece Dann Huff alla chitarra e Denny Carmassi alla batteria.

## Tracce
1. Here I Go Again (Radio Mix) – 3:57 (David Coverdale, Bernie Marsden)
2. Standing in the Shadow (Remix) – 3:56 (Coverdale)
3. Looking for Love – 6:33 (Coverdale, John Sykes)
4. You're Gonna Break My Heart Again – 4:14 (Coverdale, Sykes)
5. Need Your Love So Bad (Remix) – 3:19 (Little Willie John)

## Formazione
- David Coverdale – voce
- John Sykes – chitarre, cori
- Neil Murray – basso
- Aynsley Dunbar – batteria